# Animerad serie
En animerad serie är en serie animerade verk med gemensam handling. Avsnitten innehåller vanligtvis några huvudfigurer, samt några biroller, och ett tema för varje avsnitt. Antalet avsnitt kan variera från miniserier till flera avsnitt. Serierna kan sändas i TV, men även över Internet eller utges direkt till video.
Traditionellt sett har serierna varit inriktade på komedi, med inslag av situationskomedi under 1960-talet, och serier som Familjen Flinta och Jetsons. Under sent 1960-tal kom alltmer inslag av action och äventyr, med serier som Speed Racer och GI Joe. Under tidigt 1990-tal blev seriernas innehåll mer moget, med serier som Batman: The Animated Series.